# Santo Niente
Il Santo Niente, inizialmente conosciuto come Umberto Palazzo e il Santo Niente, è un gruppo rock italiano fondato nel 1994 da Umberto Palazzo.
Assieme ai Marlene Kuntz e agli Afterhours, sono considerati i portabandiera dell'alternative rock italiano degli anni novanta.

## Storia

### Formazione e primi anni (1993–1999)
Umberto Palazzo, chitarrista e compositore di origini abruzzesi, già ex Ugly Things e Allison Run, è tra i fondatori dei Massimo Volume, gruppo formatosi a Bologna nel 1991. Al momento dell'uscita di Stanze (1993), esordio discografico dei Massimo Volume, Palazzo è già fuori dalla band.
Insieme al bassista Fabio Petrelli ed al batterista Cristiano Marcelli (successivamente si aggiungerà il chitarrista Salvatore Russo), Palazzo forma una band dal nome il Santo Niente. Il gruppo esordisce nel 1995 con l'album La vita è facile. Grazie all'amicizia con Gianni Maroccolo, l'album viene pubblicato per l'etichetta Consorzio Produttori Indipendenti, all'epoca già nota per aver prodotto grandi artisti del rock italiano. Il gruppo si fa notare per il linguaggio rock espresso senza compromessi, ispirato da artisti come Sonic Youth, Melvins e Nick Cave, che verrà definito dallo stesso Palazzo "porno-grunge".
Nel 1995, il Santo Niente partecipa alla compilation Materiale resistente con il brano Wir Sind Partisanen.
Due anni dopo, nel 1997 esce il secondo album, dal titolo 'sei na ru mo'no wa na 'i (traduzione in giapponese del nome della band), sempre a marchio CPI. Nello stesso tempo la band si dedica alla colonna sonora del film Jack Frusciante è uscito dal gruppo di Enza Negroni, tratto dall'omonimo romanzo di Enrico Brizzi.
Dal 1997 al 1999, la band è coinvolta nel tour di promozione dell'album. Nel 1997 esce l'EP Crossfader. Nel 1998 vede l'avvicendamento di Gianluca Schiavon  alla batteria, ritenuto più pronto e adatto, al posto di Cristiano Marcelli che diventerà batterista dei Wolfango. Al termine del tour, nel 1999 la band inizia le registrazioni di un disco acustico, le registrazioni però non vanno a buon fine, e i contrasti interni iniziano ad essere sempre più profondi.
Palazzo impone uno stop alle attività che parrebbe essere definitivo, dedicandosi nei successivi cinque anni a progetti collaterali in qualità di disc jockey e promoter di concerti, sperimentando la musica elettronica.

### Ritorno sulle scene (2003–2015)
Nel 2003, Palazzo rifonda il Santo Niente a Pescara, città dove nel frattempo si è trasferito. La nuova formazione prevede la presenza di Raffaello Zappalorto al basso, Alessio D'Onofrio alla chitarra e Gino Russo alla batteria. Con questa nuova line-up, nel marzo 2004, viene pubblicato l'EP Occhiali scuri al mattino (Black Candy Records), che anticipa l'uscita del terzo album Il fiore dell'agave, pubblicato nell'aprile 2005 da Black Candy Records e prodotto da Fabio Magistrali. Il disco segna il ritorno, in maniera indipendente, all'attitudine punk-noise dei precedenti lavori, a cui si aggiungono influenze di elettronica e musica d'autore.
Nel 2007, il gruppo collabora con Tying Tiffany alla realizzazione dell'album Brain for Breakfast.

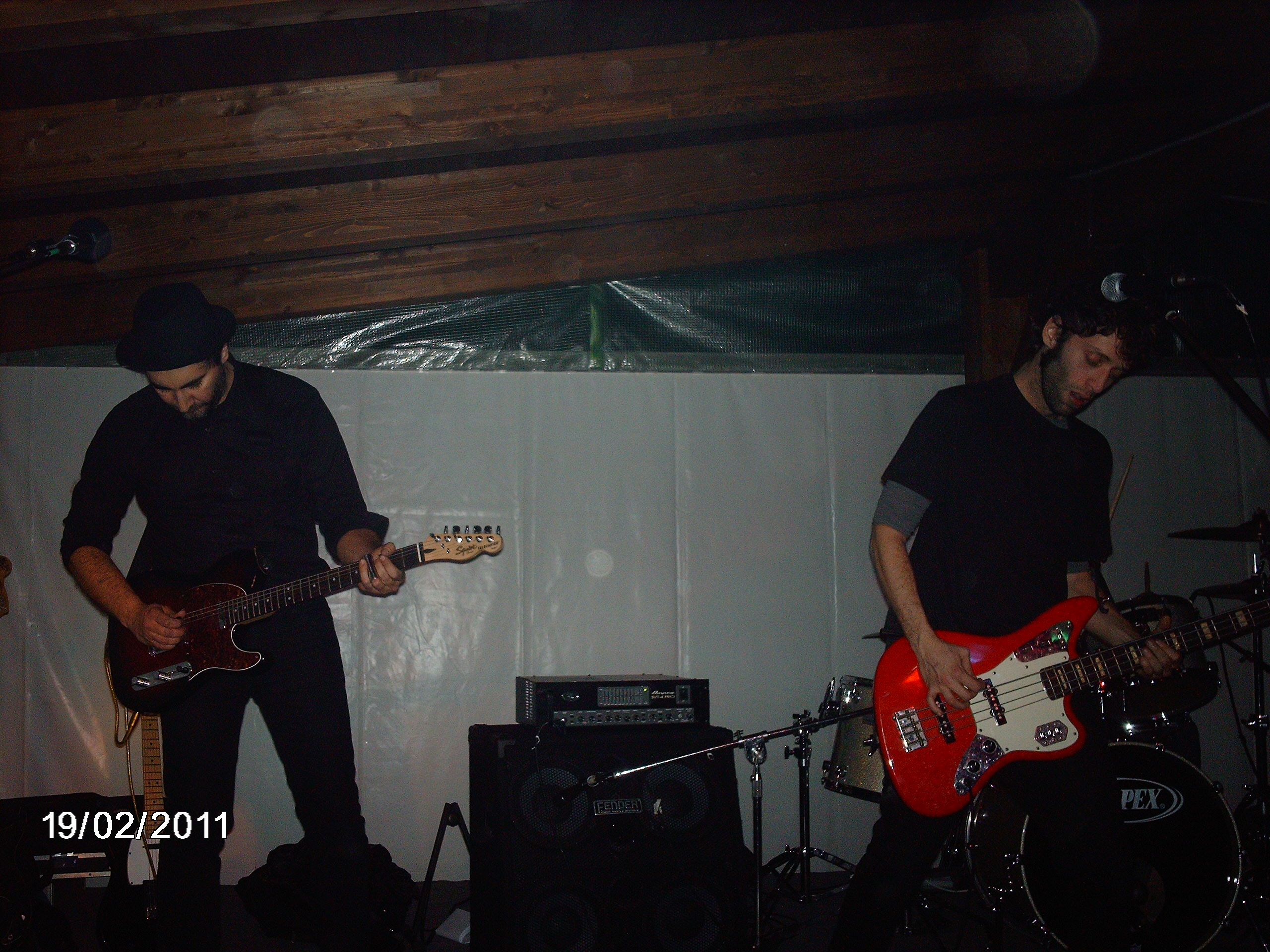
Santo Niente live 2011 - Acquaviva delle Fonti (BA)

Nella primavera 2011 viene pubblicata una compilation tributo al Santo Niente dal titolo Generazioni (Disco Dada Records) a cui partecipano, tra gli altri C.F.F. e il Nomade Venerabile, Luminal, Tying Tiffany e Simona Gretchen.
Nello stesso anno il Santo Niente, dopo alcuni progetti paralleli come El Santo Nada (ispirato principalmente alla musica degli spaghetti western di Morricone), cambia nuovamente formazione. Inoltre Palazzo intraprende una carriera da solista e pubblica l'album Canzoni della notte e della controra nell'ottobre 2011.
Nell'agosto 2013 viene diffuso il singolo Le ragazze italiane, accompagnato da un video interpretato e registrato da Anita Dadà. La canzone anticipa l'uscita dell'album Mare Tranquillitatis, pubblicato il 23 settembre seguente. Il disco, registrato a Tocco da Casauria da Andrea Di Giambattista, è pubblicato da Twelve Records.
Nel 2017 Umberto Palazzo partecipa come ospite al singolo Lumache nere al mattino, contenuto nell'EP Hura Mayura del progetto one man band Mammut Nel Caos di Angelo Barraco.

## Formazione
- Umberto Palazzo – voce, chitarra, sintetizzatori, percussioni (1994–1999, 2003–2015, 2024-oggi)
- Alessio D'Onofrio – chitarra, sintetizzatore, cori (2003–2011, 2015,  2024-oggi)
- Marco Campitelli – basso (2024-oggi)
- Michelangelo Del Conte – batteria (2024-oggi)

Turnisti
- Miriam Ricordi – chitarra, cori [5] (2025-oggi)

Ex componenti
Batteria
- Cristiano Marcelli – batteria, percussioni, cori (1994–1997, 2025) [6]
- Gianluca Schiavon - batteria (1997–1999)
- Gino Russo – batteria (2003–2005)
- Alessandro Paci – batteria (2005–2010)
- Federico Sergente – batteria (2011–2015)

Basso
- Alessio Marianacci - basso (1994)
- Fabio "Random" Petrelli –  basso, cori (1994–1999)
- Raffaello Zappalorto –  basso, cori (2003–2010)
- Tonino Bosco – basso (2011–2015)

Chitarra
- Salvatore Russo – chitarra, dulcimer, cori (1996–1999)
- Cristian Carano - chitarra, synth, cori – (2007–2011)
- Lorenzo Conti – chitarra (2011–2015)

Ex turnisti
- Federico Giannini - batteria (2007)

## Discografia
Album in studio
- 1995 – La vita è facile
- 1997 – 'sei na ru mo'no wa na 'i
- 2005 – Il fiore dell'agave
- 2013 – Mare Tranquillitatis

EP
- 1997 – Crossfader
- 2004 – Occhiali scuri al mattino

Compilation e partecipazioni
- 1995 – Materiale resistente
- 1998 – Che fine ha fatto Lazlotòz (Giorgio Canali)

Videoclip
- 1995 – Cuore di puttana
- 1995 – Wir sind partisanen
- 1998 – Divora
- 2004 – Il posto delle cose da non trovare
- 2005 – Luna viola
- 2013 – Le ragazze italiane